# جوزف لنزه
 جوزف لنزه (آلمانی: Josef Lense؛ زاده ۲۸ اکتبر ۱۸۹۰ – درگذشته ۲۸ دسامبر ۱۹۸۵) یک فیزیک‌دان اهل اتریش بود.